# Liparetrus puer
Liparetrus puer är en skalbaggsart som beskrevs av Blackburn 1905. Liparetrus puer ingår i släktet Liparetrus och familjen Melolonthidae. Inga underarter finns listade i Catalogue of Life.